# Agricultura tradicional

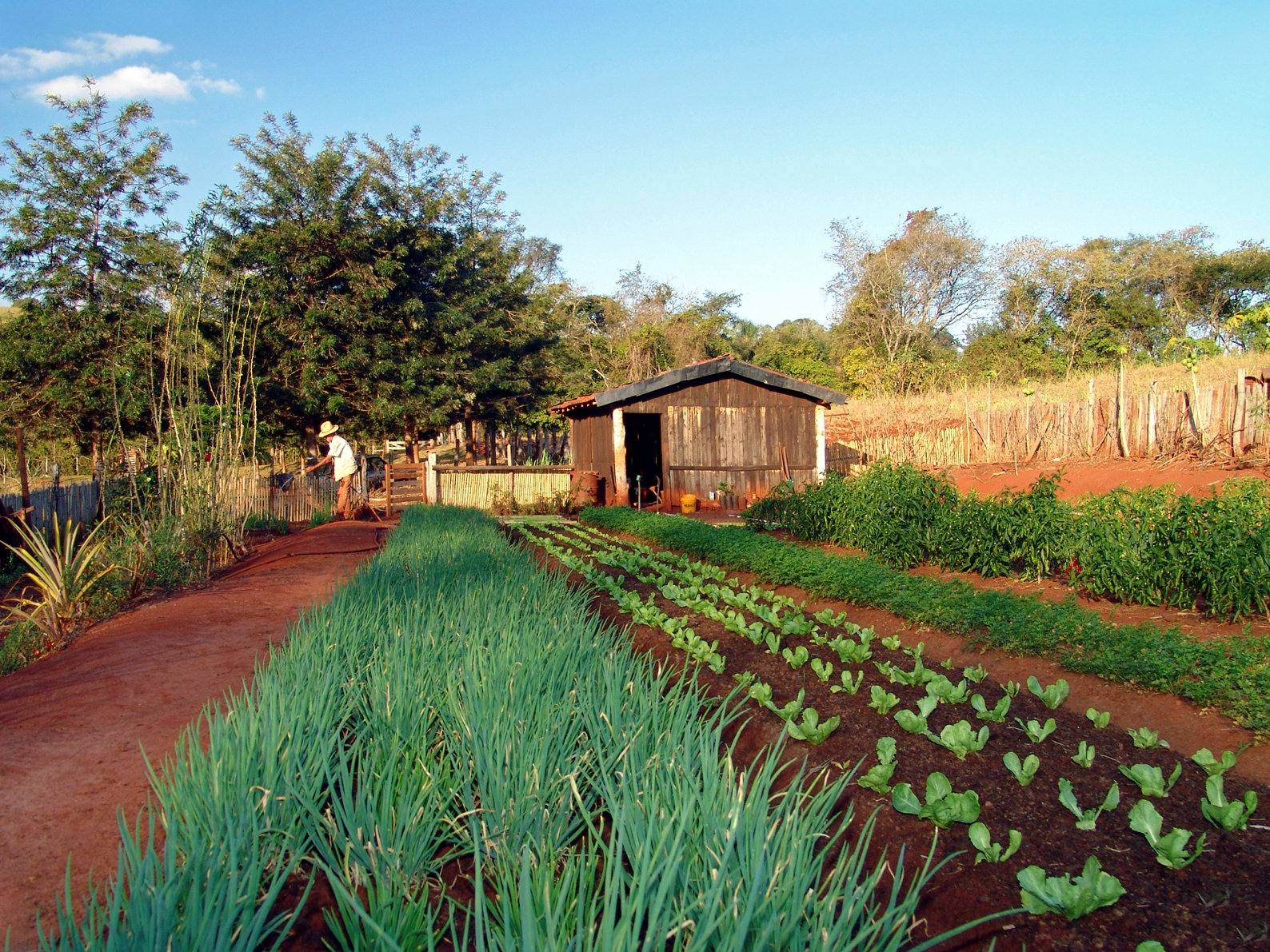
Horta em pequena propriedade rural em Avaré

Agricultura tradicional refere-se a diferentes sistemas agrícolas baseados em conjuntos estruturados de elementos interdependentes - espécies cultivadas, espaços de cultivo, hábitos e práticas alimentares, redes de relações sociais, saberes, mitos, normas e preceitos, técnicas, artefatos e outros elementos materiais e imateriais - constitutivos da cultura de povos e comunidades tradicionais. As dinâmicas de produção e reprodução dos vários domínios da vida social que ocorrem nesses sistemas, por meio das vivências e experiências históricas, orientam também processos de construção de identidades e contribuem para a conservação da biodiversidade.
Geralmente, a agricultura tradicional é praticada em pequenas propriedades rurais e se baseia na policultura, isto é, no cultivo de vários produtos no mesmo local, mediante o uso de técnicas artesanais e instrumentos de trabalho muito simples (enxadas, arados, animais de tração etc.). Emprega-se basicamente a mão de obra familiar, e a exploração do solo tende a ser intensiva. A produção, em sua maior parte, destina-se ao autoconsumo, num regime de economia de subsistência. A área de cultivo, se o produtor não for proprietário, é  obtida mediante arrendamento, parceria ou outros arranjos mais ou menos informais. Em relação à agricultura convencional, a agricultura tradicional tende a apresentar mais baixo rendimento e menor produtividade  e  baixa competitividade, o que tem provocado a migração dos agricultores, abandono e desaparecimento dessas práticas agrícolas, com a consequente perda de espécies e raças endêmicas, além do desaparecimento do patrimônio imaterial representado por conhecimentos seculares, formas de socialização e estilos de vida sustentáveis. Segundo a FAO, esses sistemas agrícolas também se encontram  ameaçados por vários outros fatores, incluindo as mudanças climáticas e o aumento da concorrência por recursos naturais crescentemente escassos - em especial, a água. No entanto, apesar das adversidades, a própria FAO tem registrado, em todo o mundo, dezenas de casos em que sistemas agrícolas tradicionais têm se revelado não apenas economicamente viáveis como socialmente justos e ambientalmente sustentáveis. 

## Conhecimento tradicional
O conhecimento tradicional é um produto histórico (durante longos anos) resultado do modo de vida de uma comunidade tradicional com a biodiversidade em que está inserida (intelecto coletivo ou intelecto cultural). Este saber se reconstrói na transmissão entre as gerações e, que geralmente é feita por via oral, possui uma imediata aplicação prática nesta comunidade. De acordo com a antropóloga Manuela Carneiro da Cunha, o conhecimento tradicional e o conhecimento científico são diferentes, porém semelhantes, pois ambos são necessários e são formas de entender o mundo; De acordo com o antropólogo  Claude Lévi-Strauss, entre os povos tradicionais existem técnicas que foram desenvolvidas (algumas complexas) onde o espírito científico estava presente através da: curiosidade natural, prazer de conhecer, observações e, experiências com resultados práticos e imediatamente utilizáveis (atitudes científicas, empirismo: a experiência do real). De acordo com o IPHAN, o conhecimento tradicional é o conjunto de informações de povos indígenas e de comunidades tradicionais adquirido por meio de sua vivência junto à natureza e da observação e experimentação.

## Sistemas tradicionais

### Sistemas do Patrimônio Agrícola de Importância Global
A Organização das Nações Unidas para Agricultura e Alimentação (FAO/ONU) considera esses sistemas como um tipo específico de patrimônio, que combina biodiversidade agrícola, ecossistemas resilientes e  uma valiosa herança cultural que contribui para a segurança alimentar e a sobrevivência de pequenos produtores agrícolas. A FAO confere o título de Globally Important Agricultural Heritage System (GIAHS) aos sistemas que se enquadram nessa definição, em todo o mundo, e apoia a sua proteção e conservação. Atualmente, 50 sistemas agrícolas históricos de 20 países foram reconhecidos pela FAO como GIAHS. Em 2020, foram reconhecidos cinco desses sistemas: 
- Campos de bambu de Damyang, República da Coreia. Plantados há mais de mil anos, esses campos marcam o início do manejo e do artesanato do bambu. Ligados a uma forte identidade cultural, os agricultores de bambu sistematizaram seu conhecimento tradicional de manejo, que inclui formas de otimizar a temperatura, a precipitação, a direção do vento, o tipo de solo e a profundidade. Esse sistema depende de uma organização multicamadas da produção de bambu onde os bambus são intercalados com árvores de chá e cogumelos. Além disso, a gestão paisagística inclui no topo dos campos de bambu da colina, os vilarejos comunitários, as terras agrícolas como jardins, campos de arroz e reservatórios de água. Assim, todo o sistema depende da circulação dinâmica da água, nutrientes e biodiversidade, fornecendo serviços essenciais aos ecossistemas, de modo a garantir a segurança alimentar e a subsistência dos agricultores.[10]

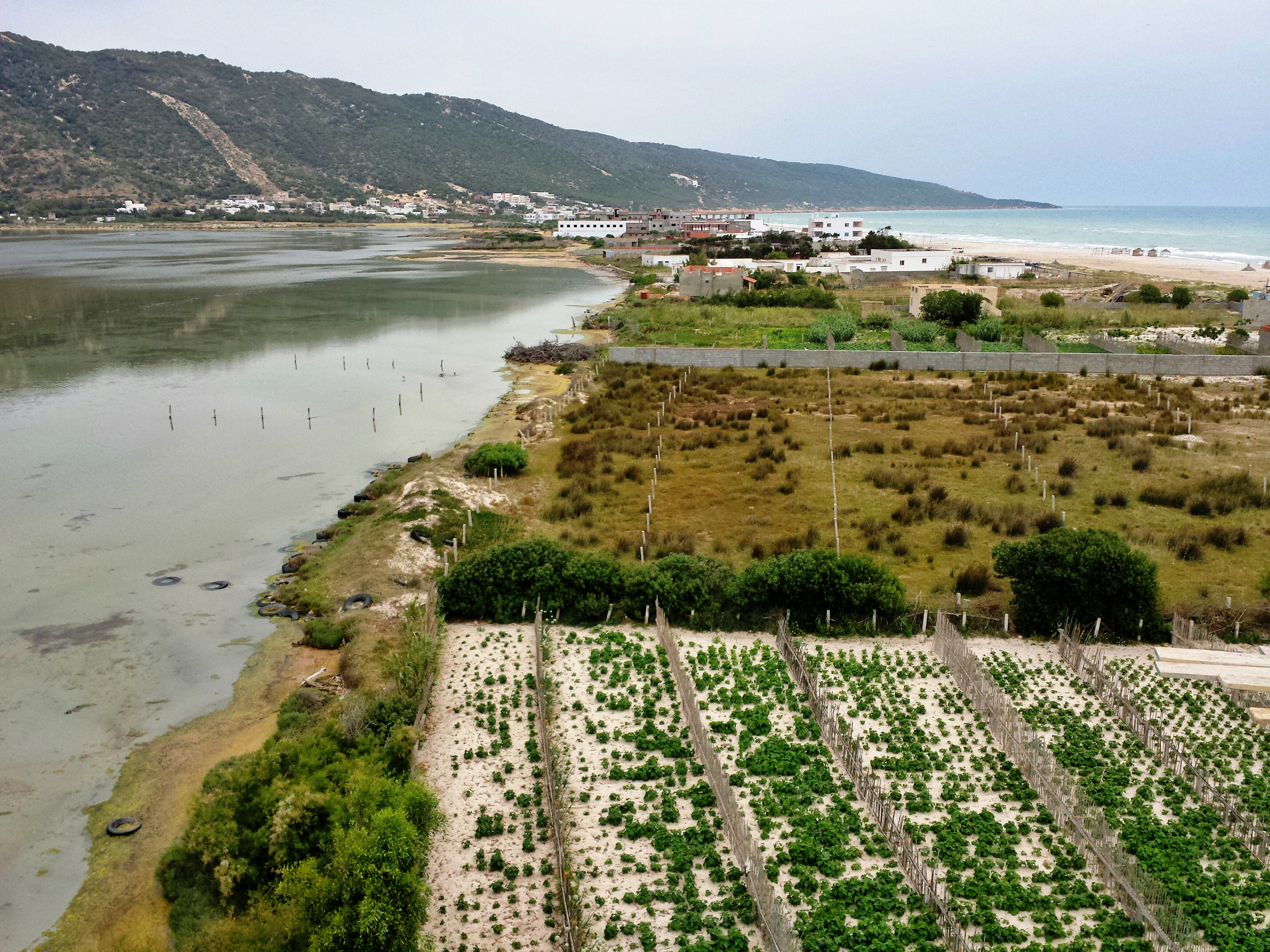
Agricultura tradicional ramli, em Ghar El Mehl

- Ramli na laguna de Ghar El Melh, Tunísia. A laguna de Ghar El Melh é o coração de um complexo de pesca e agricultura tradicional, devido ao cultivo ramli no cordão costeiro ou nas ilhotas da laguna  de Sidi Ali el Makki. ramli ('sobre areia') é o cultivo em substratos arenosos. Trata-se de um sistema singular, criado no século XVII pela diáspora andaluza para lidar com a falta de terras cultiváveis e de água doce. Essas engenhosas práticas baseiam-se em um sistema de irrigação passiva onde as raízes das plantas são alimentadas em todas as estações, pela água da chuva armazenada, e flutuando na superfície da água do mar através dos movimentos das marés. Os agricultores mantêm as parcelas lagunares mediante o aporte preciso de areia e matéria orgânica para alcançar a altura certa, permitindo que as raízes sejam irrigadas por uma fina lente de água doce, sem ser afetadas pela água salgada. As plantações ramli são principalmente de batata, tomate, cebola, alho, melão, melancia, abobrinha e abóbora, além de variedades locais de frutas e legumes.[11][12]
- Jardins suspensos de  Djebba El Olia, Tunísia. Empoleirados nas alturas do Monte el Gorrâa, os jardins de Djebba el Olia formam um sistema agroflorestal único. A uma altitude de 600m, as comunidades conseguiram moldar essa paisagem montanhosa a seu favor, utilizando a agricultura em terraços - tanto naturais, derivados de formações geológicas, como construídos com pedras. Com o apoio de um eficiente sistema de irrigação, os jardins suspensos oferecem muitos recursos alimentares aos agricultores. Com base na prática do agrosilvicultura e da agroecologia, o cultivo de figueiras é a base de um sistema policultural variado e resiliente, apoiado pela pecuária extensiva. Um grande número de espécies leguminosas e frutíferas é produzido produzidas nos jardins. Com exceção dos figos, cuja venda representa a parcela mais significativa da renda desses agricultores, a maior parte da produção destina-se ao autoconsumo, particularmente no caso de legumes e verduras. O excedente é vendido nos mercados locais. 53% dos produtores possuem animais (bovinos, ovinos, caprinos ou equinos). A segurança alimentar local é ainda reforçada com pela coleta de plantas comestíveis espontâneas que são também usadas em preparações medicinais. A contribuição das vendas dos produtos agrícolas representa 50% a 70% da renda familiar dos agricultores da região.[13][14]
- Sempre-vivas na Serra do Espinhaço Meridional, Minas Gerais, Brasil. Na Serra do Espinhaço Meridional, estado de Minas Gerais, um complexo sistema agrícola foi desenvolvido como resultado da interação entre comunidade tradicionais de apanhadores de sempre-vivas  e seu ambiente natural. Em terras montanhosas, cuja altitude varia de 600 a 1400 m, dotadas de um variado mosaico de paisagens e ecossistemas, são desenvolvidas diversas atividades agrícolas, adaptadas aos diferentes tipos de solo e às características geográficas e climáticas da região: manejo de sistemas agroflorestais e quintais produtivos; cultivo de um grande número de espécies, em áreas de vegetação nativa; criação extensiva de gado, em áreas de pastagem nativa de uso comum; coleta e o manejo de flores sempre-vivas, para produção e comercialização de peças artesanais. As sempre-vivas e todo o sistema agrícola associado fazem parte da identidade local, contribuindo para a conservação da paisagem e para a segurança alimentar dessas comunidades. As comunidades são organizadas em associações comunitárias, e representadas pela Comissão em Defesa dos Direitos das Comunidades Extrativistas - CODECEX, para proteger os interesses e direitos coletivos.[15]

## No Brasil

### Patrimônio cultural brasileiro
No Brasil, o Sistema Agrícola Tradicional do Rio Negro foi reconhecido, em nível nacional, como patrimônio cultural imaterial pelo Instituto do Patrimônio Histórico e Artístico Nacional (IPHAN), em 2010. 
O sistema é baseado no cultivo da mandioca brava (Manihot esculenta) e  opera em um contexto multiétnico e multilinguístico em que os grupos indígenas compartilham conhecimentos, práticas, serviços ambientais e produtos. Na bacia hidrográfica do rio Negro e bacias tributárias, vivem mais de 22 povos indígenas pertencentes a pelo menos três famílias linguísticas - Tukano Oriental, Aruak e Maku - e distribuídos  em um território que abrange os municípios de Barcelos, Santa Isabel do Rio Negro e São Gabriel da Cachoeira, no noroeste do estado do Amazonas, e se estende até a fronteira do Brasil com a Colômbia e a Venezuela. A área da bacia apresenta uma variada tipologia de paisagens naturais (floresta de terra firme, campina, vegetação de igapó e chavascal), diversidade que repercute nos modos de vida  e especialmente nas atividades de caça, pesca, agricultura e coleta de materiais para a fabricação de artefatos e de malocas. Esses povos indígenas detêm um conhecimento transmitido através de muitas gerações - sobre manejo florestal, locais apropriados para cultivo, coleta, pesca e caça - e que organiza o seu cotidiano e suas relações  com  o  meio ambiente.
Em 2011, o Brasil ratificou o Tratado Internacional sobre Recursos Fitogenéticos para Alimentação e Agricultura, cujos objetivos são "a conservação e o uso sustentável dos recursos fitogenéticos para a alimentação e a agricultura e a repartição justa e equitativa dos benefícios derivados de sua utilização, em harmonia com a Convenção sobre a Biodiversidade, por uma agricultura sustentável e pela segurança alimentar".  A conservação dos recursos fitogenéticos in situ e on farm (no campo, pelos agricultores) é uma obrigação dos países signatários expressamente prevista pelo tratado (artigo 5.1.c). Segundo o tratado, os países signatários reconhecem a contribuição das comunidades locais e autóctones, bem como dos agricultores, especialmente daqueles que estão nos centros de origem e de diversidade das plantas cultivadas, visando a conservação e valorização dos recursos fitogenéticos constitutivos da base da produção alimentar e agrícola em todo o mundo. No seu artigo 9º, os países signatários reconhecem o papel dos agricultores e das comunidades locais e autóctones na conservação da agrobiodiversidade e se obrigam a adotar medidas para proteger e promover os direitos dos agricultores, incluindo o direito à proteção do conhecimento tradicional sobre os recursos fitogenéticos  relevantes para a alimentação e a agricultura, e o direito à repartição equitativa dos benefícios derivados da utilização daqueles recursos. Portanto o registro do sistema agrícola do Rio Negro e o desenvolvimento de ações de salvaguarda desse sistema inserem-se entre as obrigações constitucionais quanto à proteção da biodiversidade e a diversidade sociocultural (definidas especialmente nos artigo 225, parágrafo 1º, II, e artigo 216 da Constituição Federal) e os compromissos internacionais assumidos pelo Estado brasileiro.